# 沙尔森塔戈陶
沙尔森塔戈陶，是匈牙利费耶尔州所辖的一个村。

## 特征
沙尔森塔戈陶总面积45.50平方公里，总人口1378，人口密度30.3人/平方公里（2011年1月1日）。